# Campeonato Mundial de Pentatlón Moderno de 2009
El XLIX Campeonato Mundial de Pentatlón Moderno se celebró en Londres (Reino Unido) entre el 13 y el 18 de agosto de 2009 bajo la organización de la Unión Internacional de Pentatlón Moderno (UIPM) y la Federación Británica de Pentatlón Moderno.
Las competiciones se realizaron en el Centro Deportivo Nacional Crystal Palace, ubicado al sur de la capital inglesa.

## Concurso masculino

### Individual
| Puesto | Atleta              | País            | ESG | NAT  | HÍP  | COM  | Total |
| ------ | ------------------- | --------------- | --- | ---- | ---- | ---- | ----- |
| Oro    | Ádám Marosi         | Hungría         | 904 | 1340 | 1128 | 2764 | 6136  |
| Plata  | David Svoboda       | República Checa | 856 | 1308 | 1120 | 2832 | 6116  |
| Bronce | Dmytro Kirpulianski | Ucrania         | 952 | 1292 | 1096 | 2760 | 6100  |

### Equipos
| Puesto | País            | ESG  | NAT  | HÍP  | COM  | Total  |
| ------ | --------------- | ---- | ---- | ---- | ---- | ------ |
| Oro    | Hungría         | 2712 | 3916 | 3476 | 8012 | 18.116 |
| Plata  | República Checa | 2616 | 3912 | 3292 | 8136 | 17.956 |
| Bronce | Lituania        | 2544 | 3924 | 3116 | 8064 | 17.648 |

### Relevos
| Puesto | Atletas                       | País            | ESG  | NAT  | HÍP  | COM  | Total |
| ------ | ----------------------------- | --------------- | ---- | ---- | ---- | ---- | ----- |
| Oro    | David Svoboda Ondřej Polívka  | República Checa | 888  | 1440 | 1010 | 3304 | 6642  |
| Plata  | Semen Burtsev Sergei Kariakin | Rusia           | 904  | 1444 | 1140 | 3148 | 6636  |
| Bronce | Amro el-Geziry Omar el-Geziry | Egipto          | 1016 | 1500 | 1156 | 2936 | 6608  |

## Concurso femenino

### Individual
| Puesto | Atleta             | País     | ESG  | NAT  | HÍP  | COM  | Total |
| ------ | ------------------ | -------- | ---- | ---- | ---- | ---- | ----- |
| Oro    | Chen Qian          | China    | 1000 | 1120 | 1156 | 2564 | 5840  |
| Plata  | Laura Asadauskaitė | Lituania | 904  | 1084 | 1164 | 2584 | 5736  |
| Bronce | Lena Schöneborn    | Alemania | 880  | 1128 | 1164 | 2492 | 5664  |

### Equipos
| Puesto | País        | ESG  | NAT  | HÍP  | COM  | Total  |
| ------ | ----------- | ---- | ---- | ---- | ---- | ------ |
| Oro    | Alemania    | 2400 | 3416 | 3516 | 7272 | 16.604 |
| Plata  | Reino Unido | 2784 | 3500 | 3160 | 6884 | 16.328 |
| Bronce | Hungría     | 2544 | 3608 | 3372 | 6764 | 16.288 |

### Relevos
| Puesto | Atletas                             | País            | ESG | NAT  | HÍP  | COM  | Total |
| ------ | ----------------------------------- | --------------- | --- | ---- | ---- | ---- | ----- |
| Oro    | Lucie Grolichová Natálie Dianová    | República Checa | 892 | 1308 | 1080 | 2784 | 6064  |
| Plata  | Lena Schöneborn Eva Trautmann       | Alemania        | 856 | 1260 | 1140 | 2732 | 5988  |
| Bronce | Sylwia Czwojdzińska Paulina Boenisz | Polonia         | 892 | 1224 | 978  | 2820 | 5914  |

## Medallero
| Núm. | País            | Oro | Plata | Bronce | Total |
| ---- | --------------- | --- | ----- | ------ | ----- |
| 1    | República Checa | 2   | 2     | 0      | 4     |
| 2    | Hungría         | 2   | 0     | 1      | 3     |
| 3    | Alemania        | 1   | 1     | 1      | 3     |
| 4    | China           | 1   | 0     | 0      | 1     |
| 5    | Lituania        | 0   | 1     | 1      | 2     |
| 6    | Reino Unido     | 0   | 1     | 0      | 1     |
|      | Rusia           | 0   | 1     | 0      | 1     |
| 8    | Egipto          | 0   | 0     | 1      | 1     |
|      | Polonia         | 0   | 0     | 1      | 1     |
|      | Ucrania         | 0   | 0     | 1      | 1     |
|      | TOTAL           | 6   | 6     | 6      | 18    |